# Liste der Stolpersteine in Kutná Hora

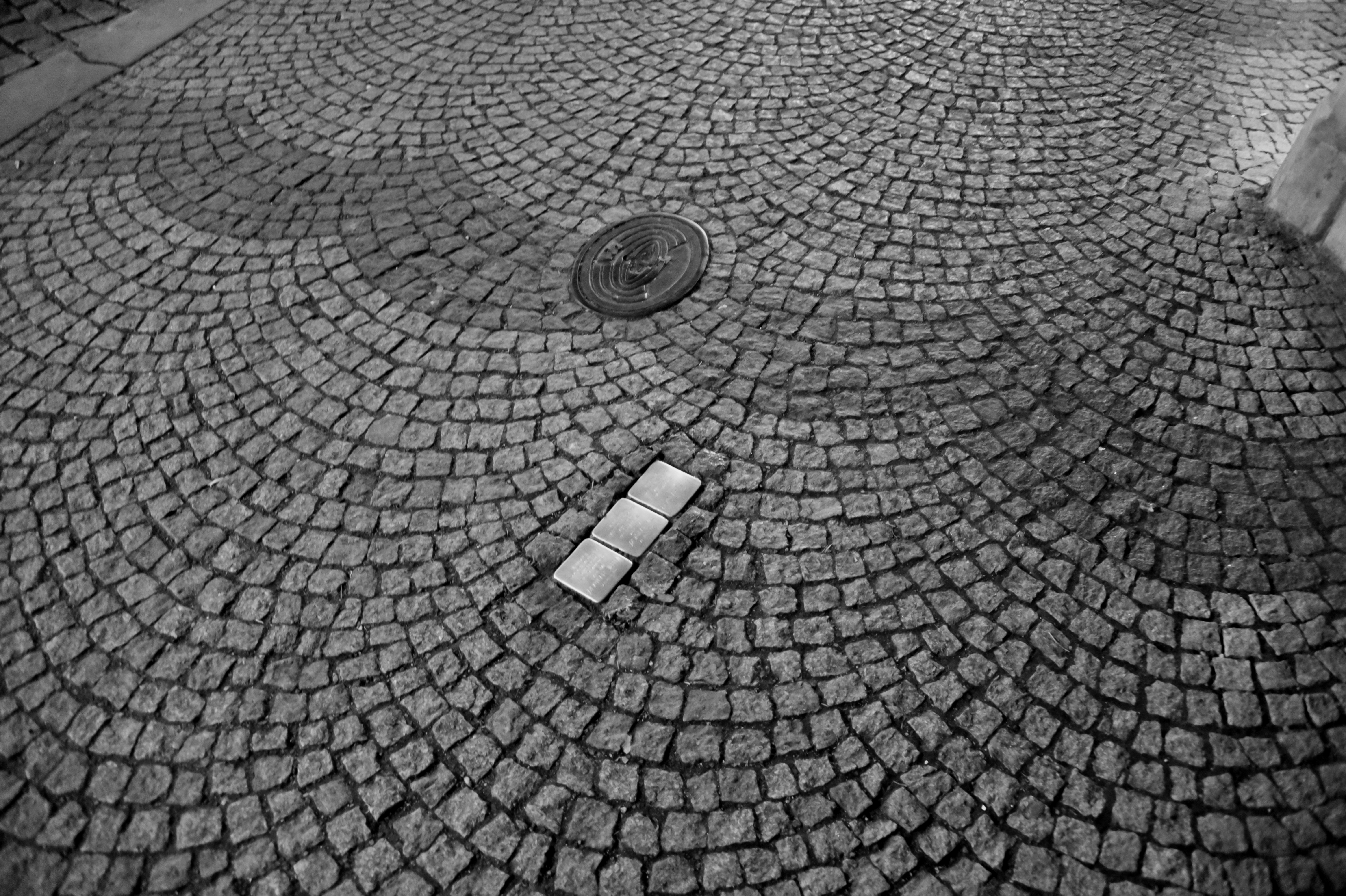
Stolpersteine für die Familie Platovsky in Kutna Hora

Die Liste der Stolpersteine in Kutná Hora enthält die Stolpersteine, die in der Stadt Kutná Hora (Ausspracheⓘ; deutsch Kuttenberg) im Středočeský kraj verlegt wurden. Sie erinnern an das Schicksal der Menschen, welche von den Nationalsozialisten in Tschechien ermordet, deportiert, vertrieben oder in den Suizid getrieben wurden. Die Stolpersteine werden in der Regel von Gunter Demnig verlegt.
Das tschechische Stolpersteinprojekt Stolpersteine.cz wurde 2008 durch die Česká unie židovské mládeže (Tschechische Union jüdischer Jugend) ins Leben gerufen. Die Stolpersteine liegen vor dem letzten selbstgewählten Wohnort des Opfers. Die Stolpersteine werden auf Tschechisch stolpersteine genannt, alternativ auch kameny zmizelých (Steine der Verschwundenen).
Die Tabellen sind teilweise sortierbar; die Grundsortierung erfolgt alphabetisch nach dem Familiennamen.

## Kutná Hora
| Stolperstein | Übersetzung | Verlegeort      | Name, Leben          |
| ------------ | --- | --------------- | -------------------- |
|              | HIER LEBTE JUDR. JULIUS BONDY GEB. 1873 DEPORTIERT 1942 NACH THERESIENSTADT ERMORDET AM 20.1.1944 IN THERESIENSTADT |                 | JUDr. Julius Bondy   |
|              | HIER LEBTE ANNA BONDYOVÁ GEB. 1882 DEPORTIERT 1942 NACH THERESIENSTADT ERMORDET 1944 IN AUSCHWITZ                   |                 | Anna Bondyová        |
|              | HIER LEBTE EDITA BONDYOVÁ GEB. 1909 DEPORTIERT 1942 NACH THERESIENSTADT ERMORDET 1944 IN AUSCHWITZ                  |                 | Edita Bondyová       |
|              | HIER LEBTE HANA BONDYOVÁ GEB. 1939 DEPORTIERT 1942 NACH THERESIENSTADT ERMORDET 1944 IN AUSCHWITZ                   |                 | Hana Bondyová        |
|              | HIER LEBTE VĚRA BONDYOVÁ GEB. 1936 DEPORTIERT 1942 NACH THERESIENSTADT ERMORDET 1944 IN AUSCHWITZ                   |                 | Vera Bondyová        |
|              | HIER LEBTE BEDŘICH PICK GEB. 1896 DEPORTIERT 1942 NACH THERESIENSTADT ERMORDET AM 3.9.1942 IN MAJDANEK              |                 | Bedřich Pick         |
|              | HIER LEBTE JUDR. EVŽEN PICK GEB. 1907 DEPORTIERT 1942 NACH THERESIENSTADT ERMORDET AM 11.8.1942 IN MAJDANEK         |                 | JUDr. Evžen Pick     |
|              | HIER LEBTE MARIE PICKOVÁ GEB. 1894 DEPORTIERT 1942 NACH THERESIENSTADT ERMORDET AM 11.8.1942 IN MAJDANEK            |                 | Marie Picková        |
|              | HIER LEBTE EVA PLATOVSKÁ GEB. 1924 DEPORTIERT 1942 NACH THERESIENSTADT ERMORDET AM 12.6.1942 IN TRAWNIKI            | Husova ulice    | Eva Platovská        |
|              | HIER LEBTE VALERIE PLATOVSKÁ GEB. 1894 DEPORTIERT 1942 NACH THERESIENSTADT ERMORDET AM 12.6.1942 IN TRAWNIKI        | Husova ulice    | Valerie Platovská    |
|              | HIER LEBTE ARNOŠT PLATOVSKY GEB. 1885 DEPORTIERT 1942 NACH THERESIENSTADT ERMORDET AM 12.6.1942 IN TRAWNIKI         | Husova ulice    | Arnošt Platovský     |
|              | HIER LEBTE FRANTIŠEK ROUBÍČEK GEB. 1909 DEPORTIERT 1942 NACH THERESIENSTADT ERMORDET AM 29.9.1944 IN AUSCHWITZ      | Husova ulice    | František Roubíček   |
|              | HIER LEBTE HANA ROUBÍČKOVÁ GEB. 1938 DEPORTIERT 1942 NACH THERESIENSTADT ERMORDET AM 4.10.1944 IN AUSCHWITZ         | Husova ulice    | Hana Roubíčková      |
|              | HIER LEBTE HERMÍNA ROUBÍČKOVÁ GEB. 1878 DEPORTIERT 1942 NACH THERESIENSTADT ERMORDET AM 12.6.1942 IN TRAWNIKI       | Husova ulice    | Hermina Roubíčková   |
|              | HIER LEBTE MARIE ROUBÍČKOVÁ GEB. 1913 DEPORTIERT 1942 NACH THERESIENSTADT ERMORDET AM 4.10.1944 IN AUSCHWITZ        | Husova ulice    | Marie Roubíčková     |
|              | HIER LEBTE MARTA ROUBÍČKOVÁ DEPORTIERT 1942 NACH THERESIENSTADT ERMORDET AM 23.10.1944 IN AUSCHWITZ                 | Husova ulice    | Marta Roubíčková     |
|              | HIER LEBTE BEDŘICH STRAKOSCH GEB. 1891 DEPORTIERT 1942 NACH THERESIENSTADT ERMORDET AM 12.6.1942 IN TRAWNIKI        |                 | Bedřich Strakosch    |
|              | HIER LEBTE ING. ERWIN STRAKOSCH GEB. 1897 DEPORTIERT 1942 NACH THERESIENSTADT ERMORDET AM 6.8.1942 IN MAJDANEK      |                 | Ing. Erwin Strakosch |
|              | HIER LEBTE HARRY STRAKOSCH GEB. 1928 DEPORTIERT 1942 NACH THERESIENSTADT ERMORDET AM 12.6.1942 IN TRAWNIKI          |                 | Harry Strakosch      |
|              | HIER LEBTE JIŘÍ STRAKOSCH GEB. 1932 DEPORTIERT 1942 NACH THERESIENSTADT ERMORDET AM 12.6.1942 IN TRAWNIKI           |                 | Jiří Strakosch       |
|              | HIER LEBTE IRENA STRAKOSCHOVÁ GEB. 1902 DEPORTIERT 1942 NACH THERESIENSTADT ERMORDET AM 12.6.1942 IN TRAWNIKI       |                 | Irene Strakoschová   |
|              | HIER LEBTE JANA VOTICKÁ GEB. 1866 DEPORTIERT 1942 NACH THERESIENSTADT ERMORDET AM 7.1.1943 IN THERESIENSTADT        | Šultysova 173/3 | Jana Votická         |
|              | HIER LEBTE BERNARD VOTICKÝ GEB. 1861 DEPORTIERT 1942 NACH THERESIENSTADT ERMORDET AM 9.8.1942 IN THERESIENSTADT     | Šultysova 173/3 | Bernard Votický      |

## Verlegedaten
Die Stolpersteine in Kutná Hora wurden von Gunter Demnig persönlich am 2. August 2016 verlegt.